# Serenity (komiksová série)
Serenity je komiksová série navazující na televizní sci-fi seriál Firefly a celovečerní film Serenity. Komiksy vychází v americkém vydavatelství Dark Horse Comics nepravidelně od roku 2005. Celou sérii dosud tvoří jeden grafický román, tři minisérie, jeden komiks o rozsahu jednoho sešitu a další tři kratší příběhy, které společně dotváření a rozvíjejí prostředí a osudy postav zobrazených na televizních obrazovkách v seriálu Firefly. Autorem většiny komiksů série je tvůrce Firefly Joss Whedon nebo jeho bratr Zack.

## Celkový přehled
První minisérii, vydanou v roce 2005, s názvem Those Left Behind napsal Joss Whedon s Brettem Matthewsem jako propojení mezi událostmi ze seriálu a z tehdy připravovaného filmu. V roce 2008 následovala od stejných autorů druhá minisérie Better Days zobrazující jednu vydařenou loupež. Později téhož roku byl zveřejněn krátký komiks The Other Half od Jima Kruegera. Další díla se zaměřila na minulost postav. Roku 2010 byl vydán komiks Float Out (od Pattona Oswalta), zabývající se postavou Washe, a grafický román v pevné vazbě The Shepherd's Tale, který popisuje minulost do té doby záhadného pastora Booka a který napsali Joss a Zack Whedonovi. Téměř současně s The Shephard's Tale byl vydán i krátký příběh Downtime, roku 2012 vznikl další kratší komiks It's Never Easy, oba od Zacka Whedona. V roce 2014 vyšla minisérie Leaves on the Wind (autor Zack Whedon), první dílo, které se rozsáhleji zabývá událostmi po filmu Serenity.
Souborná alba v pevné vazbě vyšla v letech 2007 (Serenity Volume 1: Those Left Behind), 2010 (Serenity Volume 3: The Shephard's Tale) a 2011 (Serenity Volume 2: Better Days and Other Stories).
| Původní název       | Scénář                       | Kresba          | Formát                                                    | Datum vydání                      | Chronologie děje                                                |
| ------------------- | ---------------------------- | --------------- | --------------------------------------------------------- | --------------------------------- | --------------------------------------------------------------- |
| Those Left Behind   | Joss Whedon a Brett Matthews | Will Conrad     | trojdílná minisérie                                       | 20. července 2005 – 9. září 2005  | před filmem Serenity                                            |
| Better Days         | Joss Whedon a Brett Matthews | Will Conrad     | trojdílná minisérie                                       | 12. března 2008 – 14. května 2008 | mezi epizodou „Objekty ve vesmíru“ a komiksem Those Left Behind |
| The Other Half      | Jim Krueger                  | Will Conrad     | krátký příběh ve webové sérii MySpace Dark Horse Presents | srpen 2008                        | mezi komiksem Those Left Behind a filmem Serenity               |
| Float Out           | Patton Oswalt                | Patric Reynolds | jeden sešit                                               | 2. června 2010                    | po filmu Serenity                                               |
| The Shepherd's Tale | Joss Whedon a Zack Whedon    | Chris Samnee    | grafický román                                            | 3. října 2010                     | různá časová období                                             |
| Downtime            | Zack Whedon                  | Chris Samnee    | krátký příběh na webu deníku USA Today                    | 7. listopadu 2010                 | mezi epizodami „Válečné historky“ a „Past“                      |
| It's Never Easy     | Zack Whedon                  | Fábio Moon      | krátký příběh v sešitu pro Free Comic Book Day 2012       | 5. května 2012                    | po filmu Serenity                                               |
| Leaves on the Wind  | Zack Whedon                  | Georges Jeanty  | šestidílná minisérie                                      | 29. ledna 2014 – 25. června 2014  | po filmu Serenity                                               |

## Vydané komiksy

### Those Left Behind
Komiks Serenity, ve druhém čísle doplněný o podtitul Those Left Behind, je prvním komiksem série; sám vytváří dějovou návaznost mezi seriálem Firefly a filmem Serenity, před jehož uvedením do kin vyšel. Komiks byl vydán ve třech sešitech o rozsahu 32 stran ve dnech 20. července, 3. srpna a 9. září 2005. Autory scénáře jsou Joss Whedon a Brett Matthews, kreslířem Will Conrad. Každý ze tří sešitů byl vydán se třemi různými obálkami zobrazující postupně všechny hlavní hrdiny. V únoru 2006 byl celý komiks vydán souhrnně v jednom albu a v listopadu 2007 vyšla souborná verze v pevné vazbě.
Děj
Pastor Book vede kázání v jednom městě vnější planety Constance, zatímco Mal s Jaynem a se Zoe vykrádají místní banku. Vyruší je však soupeřící skupina, která pracuje pro Minga a Fantyho, takže proběhne o peníze přestřelka a exploze granátu přitáhne pozornost obyvatel města. Book ukradne vozidlo a vyzvedne ostatní, Kaylee s Washem použijí Serenity k převržení vodojemu, což pronásledující dav zastaví. Po návratu na palubu lodi připomene Inara Malovi svoje rozhodnutí odejít. Mezitím se na planetě Whitefall objeví agenti s modrými rukavicemi a zabijí bodyguarda, který chrání bývalého agenta Lawrence Dobsona.
Tomu sdělí, že hledají společnou věc, Serenity, Dobson však prohlásí, že mu jde pouze o Mala, kterému se chce pomstít (viz epizoda „Serenity (2. část)“; Reynolds jej tehdy ve skutečnosti nezabil, ale pouze těžce zranil a vystřelil oko), a že jeho plán se již rozjel, pomoc agentů je však vítaná. Na planetě Persephone se posádka Serenity setká s Badgerem, který má informace o velké bitvě o Sturges (během války o sjednocení), která prý proběhla kvůli nákladu peněz na jednom z plavidel. S touto prací členové posádky souhlasí, pouze Inara chce být nejdřív vysazena na plánovaném místě. To Mal odmítne, následně se pohádá s pastorem Bookem, který jej udeří. Serenity přiletí k obrovskému poli trosek lodí z bitvy a zatímco Mal, Jayne a Zoe prohledávají jedno z plavidel, najdou Serenity agenti s modrými rukavicemi.
Ti mají vlastní malou loď, kterou se připojí k Serenity, protože se chtějí dostat na její palubu. Jejich přítomnost vycítí River, která Simonovi a Inaře řekne, že je něco v nepořádku s „břichem“ lodi. Mal se s pomocníky mezitím dostane na souřadnice, které obdržel od Badgera, tam však najde pouze čekajícího Dobsona a jeho kumpány. Proběhne přestřelka, v níž Mal Dobsona již skutečně zabije. Na Serenity mezitím Kaylee se Simonem kontrolují nákladní prostor a zjistí, že se do něj chtějí dostat nakládacím otvorem agenti s modrými rukavicemi. V tom se jim společně s Bookem snaží zabránit, zatímco Wash proletí s lodí polem trosek tak těsně, že odstraní z trupu jejich plavidlo. Mal, Jayne a Zoe se dostanou na Serenity a Wash plným výkonem trysek zničí pronásledující loď s agenty. Poté již mohou vysadit Inaru na plánovaném místě, následně ale ohlásí Malovi svůj chystaný odchod i pastor Book. Nedlouho poté Aliance objeví mezi troskami zbytky těl agentů s modrými rukavicemi a úkolem získat River je pověřen další agent.

### Better Days
Druhý komiks série byl vydán ve třech sešitech o 40 stránkách v roce 2008, jeho děj je zasazen mezi poslední epizodu seriálu a předchozí komiks Those Left Behind. Vydavatelství Dark Horse Comics jej vydalo 12. března, 9. dubna a 14. května 2008. Jeho autory jsou Joss Whedon a Brett Matthews, kreslířem Will Conrad. Přebaly sešitů dohromady tvoří triptych s vyobrazenými všemi devíti hlavními postavami. V souhrnném album byl celý komiks vydán v říjnu 2008, verze v pevné vazbě, jejíž součástí jsou i tři další kratší příběhy (The Other Half, Downtime a Float Out), vyšla v srpnu 2011 s názvem Serenity: Better Days and Other Stories.
Komiks Better Days byl v roce 2009 nominován na cenu Hugo v kategorii Nejlepší grafický příběh.
Děj
Mal, Zoe, Jayne a Simon vykrádají uměleckou galerii. Unikají z ní nákladním autem, nicméně v patách je jim dron, který zároveň slouží jako předváděcí stroj pro skupinu lidí. Během honičky vyletí zloději z automobilu na Mule, svém vznášedle, a navedou dron do pasti, kde jej Kaylee zneškodní. Bezpilotní letoun, jejich skutečný cíl, naloží do Serenity a převezou jej ke kupci. Ten jim výměnou za jednu ze základních součástí dronu poví o skrýši v jednom chrámu, kde se má nacházet hodně peněz, které tam ukryla jedna skupina, jejíž členové se navzájem pozabíjeli. Mezitím je Inara ve společnosti jednoho ze svých zákazníků, Ephraima, agenta alianční skupiny speciálních operací, která má za úkol dopadnout teroristy z řad Nezávislých, tzv. „Dust Devils“. Mal se svojí posádkou bez větších problémů získá ukryté peníze, těch je ale mnohem víc, než očekávali.
Posádka si na Serenity povídá o svých představách, co by udělali s tak velkou částkou, mezitím přiletí na planetu Pelorum, vyhlášené a luxusní středisko, kde mají strávit dovolenou. Inara si domluví schůzku s klientem a zeptá se Mala na Dust Devils, Ephraim mezitím instruuje členy své jednotky, že mají zajmout Mala. Operátor dronu zajme a mučí Malova kupce, aby našel Serenity. Posádka zmaří v resortu loupež a následně si všimnou přistávajících lodí speciálních jednotek Aliance, o kterých si Mal myslí, že patří Ephraimovi. Když se Mal blíží pěšky k Inařině raketoplánu, spatří vycházet z něj Simona, poté je však omráčen.
Mala zajal Ephraim, Zoe mezitím s Inarou zjišťují, že jejich kapitán zmizel. Zoe následně vysvětlí, že ona, nikoli kapitán, patřila po válce o sjednocení k teroristům Dust Devils, a nabídne se jako výměna za něj. Posádka začne plánovat Malovu záchranu, nicméně při setkání s Ephraimem zaútočí z lodi na obě skupiny operátor dronu. Jeho roboti jsou zneškodněni posádkou Serenity a Ephraimem, zatímco Mal s Ephraimovými vojáky zničí operátorovu loď. Obě skupiny se následně rozdělí, po návratu na Serenity však posádka zjistí, že je někdo vykradl. Inara ze zorganizování této loupeže podezřívá Mala, který by měl zájem zabránit rozchodu posádky se svými podíly, neboť on, na rozdíl od ostatních, nyní žije svůj vysněný život.

### The Other Half
The Other Half je osmistránkový komiks, který byl vydán v elektronické podobě v rámci série MySpace Dark Horse Presents v srpnu 2008. Jeho autorem je Jim Krueger, kreslířem Will Conrad. Prvního fyzického vydání se dočkal v antologii MySpace Dark Horse Presents 3 ze srpna 2009, v srpnu 2011 byl společně s některými dalšími komiksy ze světa Firefly vydán v souborném albu s pevnou vazbou s názvem Serenity: Better Days and Other Stories. Zařazení komiksu do chronologie Firefly není jednoznačné, Jim Krueger uvedl druhou polovinu seriálu, podle některých známek (mj. absence pastora Booka a Inary) ho lze dějově zařadit spíše mezi komiks Those Left Behind a film Serenity.
Děj
Posádka Serenity prchá na vznášedlovém dostavníku před útočícími Pleniteli, brání se před jejich útoky a zároveň se snaží dopravit těžce zraněného cestujícího na domluvené místo, čímž mají získat druhou polovinu slíbené částky. O pasažéra se stará Simon se svou sestrou, nicméně River svými schopnostmi zjistí, že přepravovaný muž je alianční agent, který jde po stopě pašeráků a který pomáhá vojákům Aliance je likvidovat. Agent má podezření, že by dívka mohla být uprchlým telepatem, kterého hledá Aliance, proto se ji pokusí ve chvíli, kdy je Simon náhodně omráčen, zastřelit. Nepovede se mu to, naopak River jej zabije jeho vlastní zbraní. Před Pleniteli je zachrání přílet Serenity, posádka se následně domnívá, že muže zabila zbloudilá střela z boje. Mal si vezme River stranou, řekne jí, že stejně měl ohledně pasažéra špatný pocit, a přivítá ji jako člena své posádky.

### Float Out
Komiks Serenity: Float Out tvoří jeden 40stránkový sešit, který byl vydán 2. června 2010 se dvěma různými obálkami. Scénář napsal Patton Oswalt, nakreslil jej Patric Reynolds. Dějově je zasazen do období po filmu Serenity. V srpnu 2011 byl společně s některými dalšími komiksy ze světa Firefly vydán v souborném albu s pevnou vazbou s názvem Serenity: Better Days and Other Stories.
Děj
Po Washově smrti (viz film Serenity) zakoupí tři jeho bývalí kolegové z vlastních prostředků vesmírnou nákladní loď třídy Firefly, kterou na počest svého kamaráda pojmenují Jetwash. Při křtu plavidla nejsou schopni najít správná slova, místo toho si začnou navzájem vyprávět příběhy, které s Washem coby pilotem zažili. Objeví společné téma, že Wash vždy dával pozor na své přátele, což se rozhodnou použít při křtu. Tradiční šampaňské jim však vezme Washova žena Zoe, která jim naopak nabídne láhev levného asijského likéru, jenž měl velmi rád. Stejně tak by měl rád svoji dceru, kterou zrovna Zoe čeká.

### The Shepherd's Tale
Serenity: The Shepherd's Tale je grafický román o rozsahu 56 stran zabývající se minulostí pastora Booka. První zmínky o komiksu pochází z roku 2007, vydavatelství počítalo s vydáním minisérie A Shepherd's Tale na přelomu let 2008 a 2009. Projekt však byl zpožděn, nakonec byl vydán v 3. listopadu 2010 jako grafický román v pevné vazbě s názvem The Shepherd's Tale. Jeho autory jsou Joss Whedon se svým bratrem Zackem, kreslířem se stal Chris Samnee.
Děj
V dělnické kolonii Haven očekává pastor Book s jejími obyvateli přílet Serenity. Místo je však zmasakrováno přiletivší lodí, kněz je smrtelně raněn (viz film Serenity) a probíhá mu před očima retrospektivně celý jeho život. Po útěku z domu od svého násilného otce se malý Henry Evans ocitl ve světě zločinu, nicméně po čase byl naverbován do hnutí Nezávislých. Jak napětí mezi Nezávislými a Aliancí vzrůstalo, Evans se nabídl jako dobrovolník k infiltrování alianční armády, kterou by zároveň špehoval pomocí umělého oka se zabudovanou kamerou a vysílačem. Po zabití muže jménem Derrial Book a krádeži jeho identity se Evans pod Bookovým jménem přidal k policejním orgánům Aliance, kde svými ambicemi a tvrdými metodami upoutal pozornost armády. Když vypukla válka, důstojník Book zorganizoval současný útok na šest planet, čímž měla Aliance „ukončit válku během jediného dne“. Místo toho však došlo k masakru aliančních sil a ztrátě vesmírného křižníku IAV Alexander se 4000 lidmi na palubě. Jako hlavní organizátor akce a tedy viník tohoto nezdaru byl Book propuštěn a v únikovém modulu vyhoštěn na nejbližší planetu. Od té doby žil jako ztroskotanec, po několika letech však měl v útulku pro bezdomovce zjevení v misce polévky a rozhodl se napravit svůj život. Vstoupil do kláštera, kde se stal pastorem. V opatství Southdown strávil 10 let, následně se jako hluboce věřící člověk vydal do světa pomáhat lidem, až jej náhoda přivedla k nákladní lodi Serenity, do které nastoupil jako cestující (viz dvojepizoda „Serenity“).

### Downtime
Krátce po grafickém románu The Shepherd's Tale byl v USA vydán osmistránkový komiks Serenity: Downtime. Vyšel 7. listopadu 2010 na webových stránkách deníku USA Today, kde je k dispozici zdarma. Jeho autorem je Zack Whedon, kreslířem Chris Samnee. Fyzicky byl poprvé vydán v srpnu 2011 společně s některými dalšími komiksy ze světa Firefly v souborném albu s pevnou vazbou s názvem Serenity: Better Days and Other Stories. Chronologické zařazení jeho děje není jednoznačné, podle některých náznaků bývá řazen mezi epizody „Válečné historky“ a „Past“.
Děj
Po loupeži je posádka Serenity sněhovou bouří uvězněna na povrchu ledové planety. Zoe a Wash si užívají společnou chvilku, kterou pro sebe mají, zatímco Inara a Kaylee sní o jídle a Malovi si stěžují na nedostatek zásob. Jayne navštíví na ošetřovně Simona, protože má pocit pálení po noci strávené v bordelu. Nikdo si není vědom skupiny místních, kteří je i ve vánici hledají. Pouze River, která vyšla ven z lodi, o nich ví, přičemž je všechny zabije. Po utichnutí bouře Serenity odlétá a River se svěřuje pastoru Bookovi. Ví, že on má tajemství, že je pro něj zabíjet lidi stejně snadné, tak jako pro ni.

### It's Never Easy
Při příležitosti Free Comic Book Day 2012 (Dne bezplatných komiksů) vydalo dne 5. května 2012 vydavatelství Dark Horse Comics sešit obsahující příběhy Star Wars: The Art of the Bad Deal a Serenity: It's Never Easy, oba od scenáristy Zacka Whedona. Třináctistránkový komiks ze světa Firefly nakreslil Fábio Moon, odehrává se po filmu Serenity.
Děj
Serenity přistála v pustině, většina posádky, vedená těhotnou Zoe, odjede na Mule vyzvednout zásilku. K lodi brzo přijede na koni muž, který se představí jako Frosty a který chce vědět, jestli je loď na prodej. Mal mu nabídne místo pasažéra, Frosty se zbraní v ruce se však rozhodne si plavidlo vzít. Kapitán se jej pokusí přemluvit, podivín jej postřelí, následně ale zaútočí River, která Frostyho zneškodní. Po návratu ostatních společně naloží do Serenity náklad i Frostyho koně a odletí z planety.

### Leaves on the Wind
Serenity: Leaves on the Wind je šestidílná minisérie, odehrávající se po filmu Serenity. První sešit vyšel 29. ledna 2014, další části následovaly s měsíčním odstupem (26. února, 26. března, 30. dubna, 28. května, 25. června). Každá z nich má rozsah 32 stran a dvě verze obálek. Autorem scénáře je Zack Whedon, kreslířem Georges Jeanty.

## Ohlasy
Většina recenzí považovala první dvě minisérie Serenity za příjemné a uspokojující fanoušky univerza Firefly, nicméně za nevyhovující pro nezasvěcené čtenáře. U minisérie Those Left Behind kritice vadil nedostatek děje, nicméně oceněna byla kresba a také „aura studie postav“, kterou si fanoušci užijí, ale pro čtenáře, neobeznámené s pozadím příběhu a s postavami, by bylo lepší nejprve zhlédnout seriál. Ohlasy na první sešit minisérie Better Days byly podobné, chválící kresbu a celkové vyprávění. Náhodným čtenářům, kteří „nebudou vědět, co je to za postavy, bude jejich minulost jedno“, ale minisérie by mohla být zajímavá i pro mnoho z nich. Nicméně následující čísla byla přijata s menším úspěchem: druhé části, označené za horší než seriál nebo film, byly vytýkány slabé dialogy, a po vydání posledního čísla byli recenzenti s celou minisérií nespokojeni především kvůli chybějícímu vývoji postav.
Miguel Perez z IGN ocenil v recenzi sešitu Float Out scénář i kresbu, avšak napsal, že komiks nepřidává k porozumění Washe nic nového a že příběh tvoří především vyprávění tří přítel, scén s Washem je zde málo a jsou mezi nimi velké mezery. Podle něj se také hlavní důvod četby tohoto díla skrývá v odhalení nové skutečnosti na poslední straně. Chris Murphy, jenž recenzoval pro ComicsAlliance, měl k malé Washově přítomnosti v ději podobné připomínky jako Perez a uvedl, že číst „na 24 stranách o třech neznámých cizincích je“ pro fanoušky seriálu „trochu zklamání“. Dle Murphyho názoru bylo vydání jediného sešitu zklamáním, neboť tři nostalgické vzpomínky by měly větší dopad v minisérii, kde by bylo více prostoru pro detaily o každé události a pro vývoj Washe i nových postav.
Recenze na grafický román The Sheperd's Tale byl smíšené. Sean Kleefield ocenil obsah i strukturu příběhu, nicméně zopakoval komentáře k předcházejícím komiksům, že dílo je těžké pochopit bez znalosti televizního seriálu. I když podle jeho názoru se mohlo jednat o záměr zacílit dražším vydáním v pevné vazbě na konkrétní fanoušky. David Spira z The Geek Whisperer měl na příběh podobné názory jako Kleefield, ocenil také kresbu, ale zároveň cítil, že vydání dražšího hardcoveru nebylo odůvodněno nějakým výjimečným obsahem, a souhlasil, že příběh pastora Booka byl pro čtenáře, „vyjma hnědokabátníků, úplně smysl postrádající“. Podle recenze pro Daemon's Books byla opakovaná retrospektiva matoucí, zároveň také bylo upozorněno na fakt, že postoj Aliance k Bookovi v epizodě „Únos“ již nyní nedává smysl. Jessa Phillips ve své recenzi uvedla, že restrospektivní struktura byla v komiksu nadužívána, ale souhlasila s pochvalou kresby.
Navzdory žádostem od fanoušků uvedl Joss Whedon, že u Serenity není pravděpodobné vydávání pravidelné série. Podle něj by příběh, který vymyslel pro seriál Firefly, svým tempem a strukturou jako pravidelná komiksová série špatně fungoval. Na rozdíl od série Buffy také nemá Serenity za sebou materiál nahromaděný za sedm sezón seriálu. Editor Scott Allie z Dark Horses Comics nicméně měl zájem o nepravidelné vydávání dalších minisérií.